# 卡帕多西亚军区
卡帕多西亚军区（希臘語：θέμα Καππαδοκίας）是拜占庭帝国在9-11世纪晚期在卡帕多西亚地区设立的军区。

## 地理位置
卡帕多西亚军区包含了古典时代晚期的第一卡帕多西亚行省和大部分第二卡帕多西亚行省。到10世纪早期，其西北边与布塞拉里亚军区大致以塔塔湖和摩喀苏斯为界；北边与亚美尼亚军区和后来分出的哈尔西安军区以哈吕斯河为界；东北边紧邻凯撒利亚和罗登托斯要塞；向南直抵陶罗斯山，与阿拉伯哈里发国在奇里乞亚的边防区接壤；东边与安纳托利亚军区的边界从赫拉克利亚库比斯特剌地区横贯吕考尼亚一直延伸到塔塔湖。

## 历史
卡帕多西亚地区位于奇里乞亚门的正北方，这也是阿拉伯人入侵小亚细亚的主要路线。因此卡帕多西亚多次遭受阿拉伯人的猛烈攻击，致使该地区的城镇和要塞经常被摧毁，村庄普遍处于荒废状态，人口锐减。甚至在9世纪初，提安亚、赫拉克利亚库比斯特剌和福斯蒂波利斯三座城市都被阿拉伯人夷为平地。虽然库比斯特剌被重建，但其他两座城市的居民已经各自逃往尼格得要塞和卢隆要塞。
最初卡帕多西亚军区仅是安纳托利亚军区下辖的一个中队（分区）。随后为了应对阿拉伯人的威胁，将其分出改为要冲区并最终升格为军区，到830年卡帕多西亚被证实作为独立的军区出现。根据穆斯林地理学家伊本·胡尔达兹比赫和伊本·法齐赫的记载，9世纪的卡帕多西亚军区有20多个城镇和要塞和4,000名驻军。军区内有不少于三个帝国防卫军营地，分别位于科洛尼亚、凯撒利亚和巴提斯吕亚克斯，它们在战时作为军区军队的集结营地。军区将军最初的驻地可能在科戎要塞（现土耳其Çömlekç）亦或是后期首府提安亚，其薪资大约为每年20磅黄金，同时将军还兼领首席佩剑侍卫头衔，少数人甚至会被授予高级贵族头衔。
9世纪阿拉伯人的袭击仍然十分频繁，甚至阿拉伯军队一度在833-879年占领了卢隆要塞，这是守卫奇里乞亚门北部入口关键的要塞之一。直至863年帝国在拉拉卡翁托斯战役大获全胜以及872年（或878年）摧毁泰佛里刻的保罗派共和国后，卡帕多西亚军区的安全局势才获得极大缓解。然而卡帕多西亚仍是阿拉伯人袭击的目标，阿拉伯人甚至在897年袭击并洗劫了军区首府科戎。
利奥六世时期（统治时间：886-912年）将军区东部下辖的卡塞中队、倪萨旗和凯撒利亚辖区划入哈尔西安军区。作为补偿将西北部原属安纳托利亚军区和布塞拉里亚军区的塔塔湖地区划入卡帕多西亚军区，形成新的科马塔中队。
934年约翰·库尔库阿斯收复包括梅利特内在内的大片领土，基本解除了阿拉伯人对卡帕多西亚军区的直接威胁。在10世纪，亚美尼亚人和叙利亚基督徒迁徙至军区内人烟荒芜的地区。随后卡帕多西亚大体上成为安纳托利亚军事权贵们的私产和权力的后盾。特别是福卡斯家族和马雷诺斯家族，他们在军区内拥有数量庞大的庄园、巨额的财富和军事威望，对帝国中央政府构成了严重的威胁，最终导致了10世纪下半叶巴西尔二世（统治时间：976-1025年）统治初期的连续叛乱（两巴尔达斯之乱）。此后这些军事权贵们的私产被没收，权力被削减。
11世纪上半叶亚美尼亚人在军区内建立了大量的定居点，大约1050年左右塞尔柱突厥人首次发起袭击并在接下来的二十年里越来越频繁。最终在曼齐克特战役帝国大败后，卡帕多西亚军区大部分地区被塞尔柱人占领。但“卡帕多西亚和科马地方长官”头衔可能意味着最晚到1081年帝国仍然控制着卡帕多西亚西部的部分地区，但也可能只是过去头衔的沿用。

### 引用
1. 1 2 3 4 5 6 7  ODB，"Cappadocia" (C. Foss), pp. 378–379.
2. ↑  Pertusi 1952，第121頁; Gyftopoulou 2003, Chapter 2 （页面存档备份，存于）.
3. ↑  Treadgold 1995，第209頁.
4. ↑  Gyftopoulou 2003, Chapter 4.2 （页面存档备份，存于）.
5. ↑  McGeer, Nesbitt & Oikonomides 2001，第116頁.
6. ↑  Treadgold 1995，第32, 65頁.
7. ↑  Pertusi 1952，第120–121頁; Treadgold 1995，第67, 130, 134頁.
8. ↑  Gyftopoulou 2003, Chapter 4.1 （页面存档备份，存于）.
9. ↑  Mitchell, S., R. Talbert, T. Elliott, S. Gillies. . Pleiades.   [2012-12-28]. （原始内容存档于2020-12-03）.
10. ↑  Pertusi 1952，第122頁.
11. ↑  Gyftopoulou 2003, Chapter 3 （页面存档备份，存于）.
12. ↑  Gyftopoulou 2003, Chapter 4.2 （页面存档备份，存于） and Chapter 5 （页面存档备份，存于） .
13. ↑  Treadgold 1995，第77頁; Gyftopoulou 2003, Chapter 4.3 （页面存档备份，存于）.